# Piano Nightly
『Piano Nightly』（ピアノ・ナイトリィ）は、矢野顕子のアルバム。1995年10月21日、Epic/Sony Recordsより発売。

## 概要
『SUPER FOLK SONG』に続く、矢野顕子のピアノ弾き語りシリーズの第二弾にあたる。
収録はオーストリアの古城、Schloss Grafeneggと、ロンドンのAbbey Road Studioにおいて行われた。レコーディング・エンジニアは吉野金次が担当した。

## 収録曲
1. 虹がでたなら　(作詞・作曲：宮沢和史)
  - THE BOOMの曲のカバー。原曲は『A PEACETIME BOOM』収録。なお、THE BOOMの原曲の題名表記は「虹が出たなら」である。
  - 矢野のライブアルバム『TWILIGHT 〜the“LIVE”best of Akiko Yano〜』に、ライブ演奏が収録されている。
2. 星の王子さま　(作詞：大貫妙子　作曲：矢野顕子)
  - 薬師丸ひろ子への提供楽曲。原曲は『PRIMAVERA』収録。
3. 夏のまぼろし　(作詞・作曲：鈴木祥子)
  - 鈴木祥子の曲のカバー。原曲は『Long Long Way Home』収録。
4. 想い出の散歩道　(作詞：松本隆　作曲：馬飼野俊一)
  - アグネス・チャンの曲のカバー。
  - DVD『LIVE ピヤノアキコ。』に、ライブ演奏が収録されている。
5. WHAT I MEANT TO SAY　(作詞：矢野顕子　作曲：MIKE STERN)
  - MIKE STERNのインストゥルメンタル曲に矢野が作詞した。
6. フロッタージュ氏の怪物狩り　(作詞：友部正人　作曲：坂本龍一)
  - 石川セリの曲のカバー。原曲は『楽園』収録。
  - DVD『LIVE ピヤノアキコ。』に、ライブ演奏が収録されている。
7. 椰子の実　(作詞：島崎藤村　作曲：大中寅二)
  - 矢野のライブアルバム『荒野の呼び声 -東京録音-』に、ライブ演奏が収録されている。
8. 愛について　(作詞・作曲：友部正人)
  - 友部正人の曲のカバー。原曲は『少年とライオン』収録。
9. 機関車　(作詞・作曲：小坂忠)
  - 小坂忠の曲のカバー。原曲は『ほうろう』収録。
10. 恋は桃色　(作詞・作曲：細野晴臣)
  - 細野晴臣の曲のカバー。原曲は『HOSONO HOUSE』収録。
  - yanokami名義のアルバム、『yanokami』において、再度カバーされている。
11. DADDY'S BABY　(作詞・作曲：JAMES TAYLOR)
  - JAMES TAYLORの曲のカバー。
12. ニューヨーク・コンフィデンシャル　(作詞：安井かずみ　作曲：加藤和彦)
  - 加藤和彦の曲のカバー。原曲は『あの頃、マリー・ローランサン』収録。
13. 突然の贈りもの　(作詞・作曲：大貫妙子)
  - 大貫妙子の曲のカバー。原曲は『ミニヨン』収録。
14. いつのまにか晴れ　(作詞・作曲：高野寛)
  - 高野寛の曲のカバー。原曲は『RING』収録。
15. NEW SONG　(作詞・作曲：矢野顕子)

## 海外盤
本作には、ノンサッチ・レコードより1996年5月21日に発売された海外盤が存在する。曲目は変更されており、国内盤のPiano Nightlyと、SUPER FOLK SONGの折衷のような構成である。
1. Niji Ga Detanara (If I See a Rainbow)
2. Hoshi No Oujisama (The Little Prince)
3. Natsu No Maboroshi (Summer Illusion)
4. Omoide No Sampo-michi (Promenade of Memories)
5. Frottage-shi No Kaibutsu-gari (Mr. Frottage Hunts for Monsters)
6. Yashi No Mi (Coconut)
7. Itsunomanika Hare (Out of the Grey)
8. New Song
9. Someday
10. Yokogao (Profile)
11. Natsu Ga Owaru (The End of Summer)
12. How Can I Be Sure
13. Supurinkurah(Sprinkler)
14. Soredakede Ureshii (That's All It Takes)
15. Prayer

## 関連番組
- ピアノ・ナイトリィ～矢野顕子とピアノの3夜（NHK BS2 1996年7月29、30、31日）